# Estación de Aeropuerto de Jerez
Aeropuerto de Jerez es una estación ferroviaria situada en el municipio español de Jerez de la Frontera, en la provincia de Cádiz, comunidad autónoma de Andalucía. Dispone de servicios de media distancia. Forma parte también de la línea C-1 de Cercanías Cádiz.

## Situación ferroviaria
Se encuentra en el punto kilométrico 99,7 de la línea férrea de ancho ibérico Alcázar de San Juan-Cádiz a 29,29 metros de altitud muy cerca de la antigua estación de La Parra. El kilometraje toma como punto de partida la ciudad de Sevilla, ya que este trazado va unido a la línea Sevilla-Cádiz posteriormente integrada por Adif en la ya mencionada línea Alcázar de San Juan-Cádiz. 
El tramo es de vía doble y está electrificado desde el 4 de diciembre de 2012 hacia Jerez de la Frontera y de vía única hasta finales del 2013 hacia Lebrija aunque abierta provisionalmente un tramo de alta velocidad desde el 7 de julio de 2013.

## La estación
La estación fue inaugurada el 7 de septiembre de 2011 para dar servicio al Aeropuerto de Jerez. Cuenta con dos andenes laterales cubiertos de 200 metros de longitud y de cuatro vías, dos de ellas sin acceso a andén. Dispone de rampas y ascensores que facilitan el acceso al recinto, paneles informativos, torniquetes de acceso y máquinas dispensadora de billetes. En total el coste de las obras que incluyeron el montado de un kilómetro adicional de doble vía electrificada alcanzó los 11,3 millones de euros.

## Uso
Actualmente la estación se está usando muy por debajo de lo esperado debido a la pobre coordinación de horarios entre ferrocarriles y vuelos. De hecho, la mayoría de usuarios viajan de la estación a Sevilla o viceversa usando servicios de media distancia.

## Servicios ferroviarios

### Media distancia
Los trenes de media distancia que unen Sevilla con Cádiz, desde el 1 de junio de 2013, tienen dieciséis paradas de lunes a viernes y doce los sábados y domingos en la estación. 
| Línea MD | Trenes | Origen/Destino |  | Destino/Origen |
| -------- | ------ | -------------- |  | -------------- |
| 65       | MD     | Sevilla        |  | Cádiz          |

### Cercanías
La estación está integrada en la línea C-1 de la red de Cercanías Cádiz, siendo el terminal norte de la línea desde que en 2011 se prolongó la misma hacia el norte desde Jerez de la Frontera. Seis trenes diarios tienen parada en la estación.
| procedencia/destino | < estación           | Línea | estación > | destino/procedencia |
| ------------------- | -------------------- | ----- | ---------- | ------------------- |
| Cádiz               | Jerez de la Frontera |       | Terminal   | Terminal            |